# Leptodactylus ventrimaculatus
Leptodactylus ventrimaculatus és una espècie de granota que viu a Colòmbia i l'Equador.